# 本江站 (新湊市)
本江站（日语：／ Hongō eki */?）是位於富山縣新湊市（現時：射水市）本江，富山地方鐵道（地鐵）射水線的鐵路車站（廢站）。

## 歷史
- 1929年（昭和4年）7月2日：越中鐵道打出濱站（後來為打出站（第二代））至堀岡站之間開通，此站啟用[1][2]。
- 1943年（昭和18年）1月1日：隨著進行交通整合，成為富山地方鐵道射水線的車站[1][2]。
- 1971年（昭和46年）5月1日：列車交會設備被撤去[3]。
- 日期不詳：成為業務委託車站[4]。
- 1980年（昭和55年）4月1日：射水線廢除，此站也被廢除[1][2]。

## 車站構造
截至車站廢除前，此站是一座地面車站，設有1面1線的島式月台（只使用單邊）。月台在路軌的北邊（新港東口方向的列車會開啟右邊車門，舊下行線）。曾有此站設有1面2線的島式月台，當時設有列車交會設備。站舍對面月台（南邊）是下行線，站舍一方的月台（北邊）是上行線。後來靠近站舍的1線在廢除交會設備後，便把路軌撤去。在月台前後的路軌由於曾經設有轉轍器的關係，這些路段均設有彎位。
此站是業務委託車站。站舍位於站內東北方，站舍與月台東邊之間設有行人通道連接（曾經該行人通道是站內平交道）。站舍是一座設有三角屋頂的建築物，車站入口在站舍東邊，與月台之間呈90度。月台上設有有蓋候車室。

## 車站周邊
- 國道415號（日语：国道415号）
- 富山縣道204號小杉本江線（日语：富山県道204号小杉本江線）

## 現狀
在四方站遺址南方附近至終點站新港東口站附近之間的路軌遺址變成了單車徑。截至1997年（平成9年），路軌遺址繼續是一條單車徑。截至2006年（平成18年）和2010年（平成22年）也是同樣。
截至2010年（平成22年），車站遺址成為東洋瓦斯表工廠南邊的一部分。

## 相鄰車站
富山地方鐵道
射水線
打出－本江－練合

## 注腳
1. 1 2 3  《日本鐵道旅行地圖帳 全線全站全廢線 6 北信越》（監修：今尾惠介，新潮社，2008年10月發行）34頁
2. 1 2 3  （JTB出版，2010年4月發行）211-212頁
3. 1 2 3  （著：寺田裕一，NEKO PUBLISHING，2010年12月發行）51-53頁
4. 1 2 3 4 5 6 7 8  《RM LIBRARY 107 富山地鐵笹津・射水線》（著：服部重敬，NEKO PUBLISHING，2008年7月發行）35,40-41頁
5. 1 2  （JTB出版，2010年4月發行51頁
6. 1 2  （JTB出版，1997年）108-109頁
7. ↑  《富山廢線紀行》（著：草卓人，桂書房（日语：桂書房），2008年）66-67頁

## 相關項目
- 日本鐵路車站列表 Ho
- 本江站 (福野町) - 也是位於富山縣的同名車站。